# GR 20
Der GR 20 (franz.: Grande Randonnée 20) ist ein GR-Fernwanderweg auf der französischen Insel Korsika (Regionaler Naturpark Korsika).

## Verlauf
Der 180 Kilometer lange Weg verbindet die beiden Orte Calenzana und Conca quer über das korsische Hochgebirge in Nord-Süd-Richtung. Der von Michel Fabrikant angelegte Weg wurde 1972 eröffnet, die Nummer 20 bezieht sich auf die damalige Departementnummer von Korsika. Er gilt als sehr anspruchsvoller Wanderweg, da er auf weiten Strecken durch hochgebirgiges Gelände höher als 1500 m fernab von besiedeltem Gebiet verläuft. Es sind auch einige Kletterstellen zu überwinden. Der Weg kreuzt einige Passstraßen. Etwa auf halber Strecke in Vizzavona besteht ein Anschluss an die Eisenbahn. Der Großteil des Weges führt durch das Gebiet des Regionalen Naturparks Korsika.

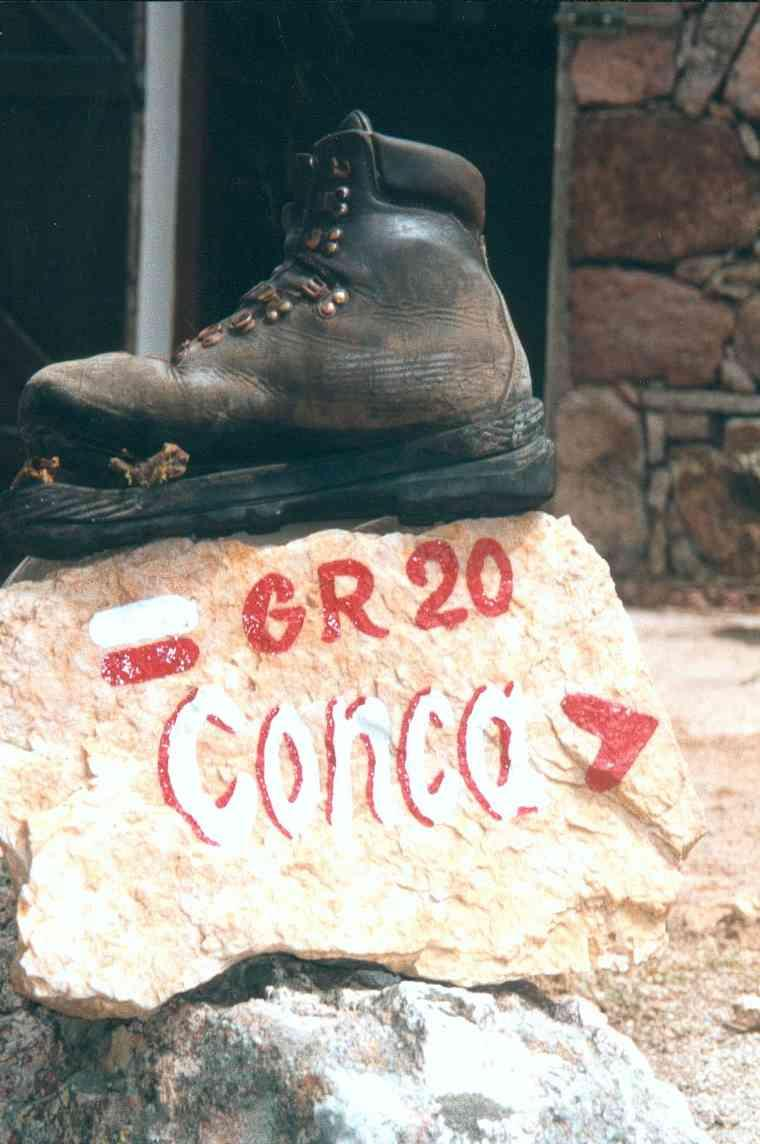
Wegmarkierung

Für den gesamten GR 20 werden oft 15 Tage eingeplant, wobei nur etwa jeder vierte Wanderer die Gesamtstrecke in einem Zuge durchwandert. Ein reizvoller Abschnitt im Süden, den weniger geübte Wanderer mit guter Ausrüstung in drei Tagen wandern können, liegt zwischen dem Col de Bavella und dem Col de Verde und führt über den Rücken des Monte Incudine. Richtung Norden geht der Weg unter dem Monte Renoso vorbei weiter nach Vizzavona. Von hier nach Calenzana als dem nördlichen Zielort quert der GR 20 die Hänge des Monte d’Oro und des Monte Rotondo, bevor der Ninosee passiert und der Col de Vergio überquert wird. Anschließend verläuft der Wanderweg vorbei am Capu Tafunatu und der Paglia Orba zur Skistation Haut Asco, von wo auf einem Abstecher in einem Tag der Monte Cinto (2706 m) bestiegen werden kann. Folgt man der ursprünglichen Route des GR 20 bis 2015, so muss zuvor eine – mittlerweile durch eine andere Wegführung ersetzte – Schlüsselstelle, der „Cirque de la Solitude“, mit einigen Kletterpassagen gemeistert werden.
Der Weg sollte nur in der Saison von Mitte Juni bis Ende Oktober begangen werden, da er nur in diesem Zeitraum schnee- und eisfrei ist. Die Schutzhütten (refuges) des Naturparks entlang des Fernwanderweges sind in der Regel von Anfang Juni bis Ende September mit einem Wärter (gardien) besetzt. Früher mussten sich die Wanderer für ihren Weg selbst mit Proviant versorgen, weil die abgelegene Lage der Berghütten für die Übernachtung nur eine eingeschränkte Versorgung mit Lebensmitteln (Wurst, Käse, Süßigkeiten) zuließ. Dies hat sich um 2005 verändert. Alle Hütten bieten Getränke und warme Mahlzeiten an. Sogar die Bergeries (Schäfereien), die am Rand des GR 20 gelegen sind, bieten zum Teil Übernachtungsmöglichkeiten sowie Vollverpflegung an. Ab Ende September sind die Verpflegungsmöglichkeiten eingeschränkt, da die Bergeries schließen und auch manche Hütten nur noch eingeschränkt bewirtschaftet werden.
Seit Mai 2009 gilt für alle Wanderer entlang des GR 20 eine Reservierungsaufforderung für Übernachtungen in den Schutzhütten sowie den Mietzelten (Bivouacs). Übernachtungen im eigenen Zelt müssen nicht angemeldet werden (Stand Herbst 2013).
Das Kennzeichen des Weges sind ein weißer und ein roter Streifen, die auf Felsen und an Bäumen in Augenhöhe aufgemalt sind. An anderen Stellen helfen Steinmännchen, den Weg im Auge zu behalten.

## Unglück im Cirque de la Solitude am 10. Juni 2015

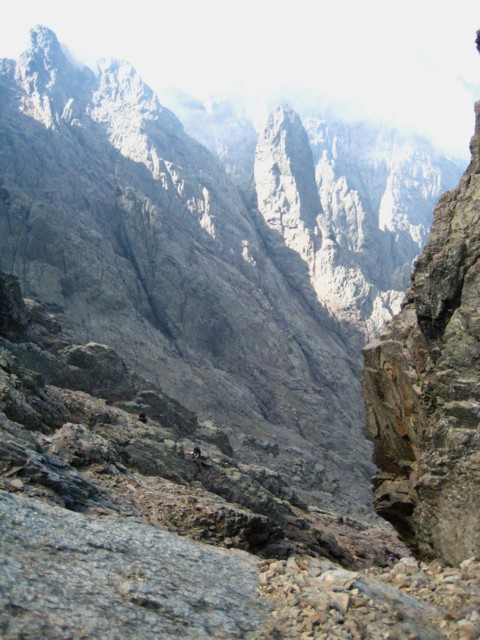
Cirque de la Solitude

Am 10. Juni 2015  ereignete sich kurz nach 15 Uhr aufgrund von starken Regenfällen ein Felssturz im Cirque de la Solitude, bei dem sieben Menschen ums Leben kamen und weitere verletzt wurden.
In Folge des Vorfalls wurden im Cirque de la Solitude alle Kletterhilfen entfernt, so dass dieser ab der Saison 2016 nur noch von erfahrenen Bergsteigern mit entsprechender Ausrüstung begangen werden kann. Als Alternative wurde der Weg über eine hochalpine Umgehungsroute geführt und mit den rot-weißen Zeichen markiert. Die Route führt von Haut Asco über den Aufstieg zum Monte Cinto bis zur Pointe des Eboulis (2607 m), am Lac de Cinto vorbei zum Refuge de Tighjettu. Als Gehzeit werden 8 bis 10 Stunden angegeben.